# アップルビー法律事務所
アップルビー（英語: Appleby）は、イギリスの海外領土バミューダ諸島を拠点とする法律事務所である。
タックス・ヘイヴンを中心に以下の10の国と地域に拠点を構え、世界の政治家・富裕層個人・多国籍企業の依頼を受けてペーパーカンパニー設立支援業務を行っている。
- バミューダ・ハミルトン（1890年代 - ）[1]
- ケイマン諸島・ジョージタウン（1945年 - ）[1]
- モーリシャス・ポートルイス（2007年 - ）[1]
- セーシェル・マヘ島（2009年 - ）[1]
- イギリス領ヴァージン諸島・ロードタウン（2005年 - ）[1]
- マン島・ダグラス（1890年代 - ）[1]
- ガーンジー・セント・ピーター・ポート（1979年 - ）[1]
- ジャージー・セント・ヘリア（1890年代 - ）[1]
- 香港（1990年 - ）[1]
- 中華人民共和国・上海市（2012年 - ）[1]

2016年にハッカー攻撃を受けたといわれており、顧客情報が流出。2017年11月5日、国際調査報道ジャーナリスト連合（ICIJ）や加盟報道機関により内部文書約683万件（パラダイス文書）について一斉に報じられた。